# GAY.tv
GAY.tv è stato un canale televisivo italiano con programmi dedicati soprattutto a un pubblico omosessuale e un magazine online di riferimento nel panorama dell'informazione LGBT.

## Il canale televisivo
Gay.tv nasce nel maggio 2002 trasmesso in chiaro sul satellite Hot Bird. Suo scopo dichiarato era di "costruire un media digitale a 360°, a tematica gay, con contenuti rivolti non solo al pubblico gay.
Il canale trasmetteva programmi di diversi generi: fiction, cinema, intrattenimento, informazione e musica. Tra i programmi autoprodotti che hanno riscontrato maggior successo vanno ricordati il talk-show Quantestorie, condotto da Luca Zanforlin, A letto con La Pina, talk show condotto dalla rapper e speaker radiofonica La Pina e Pink, quiz show incentrato sul gossip e condotto da Fabio Canino.
Il gruppo finanziario che investiva nel progetto Gay.tv era una holding di capitali olandesi della Corill.
Nel dicembre 2006 l'editore Massimo Scolari, dopo il fallimentare esito dell'ultima produzione televisiva Open Space, un reality show condotto da Alessandro Cecchi Paone, annunciava la chiusura della televisione, cosa che non è avvenuta nell'arco di tempo annunciato (31 gennaio 2007), ma quasi due anni dopo; il 18 dicembre 2008, infatti, l'emittente cessa di trasmettere senza nessuna avvisaglia.

## La testata online
GAY.tv è un progetto editoriale fondato su un magazine quotidiano ed una social community di oltre 120.000 utenti registrati. Vi sono sezioni dedicate a intrattenimento, lifestyle, moda, tecnologia, attualità ed una sezione video con contenuti originali. Oltre ad una redazione interna, al sito contribuiscono gli stessi utenti della community.
GAY.tv fa parte di un network che raccoglie le testate bonsai.tv, allsongs.tv, autocrunch.it e killerapp.it.
Anch'essa cessa la sua attività senza alcuna dichiarazione alla fine del 2015.

## Volti e personaggi
- Alessandro Cecchi Paone
- Pierluigi Diaco
- Diego Passoni
- Mattia Boschetti
- Luca Zanforlin
- La Pina
- Andrea Mingardo
- Fabio Canino
- Katamashi
- Samuel Franzese

## Serie televisive trasmesse
- Queer as Folk, serie televisiva britannica
- Queer as Folk, serie televisiva statunitense, ispirata alla precedente